# Kahlerit
Kahlerit (IMA-Symbol Kah) ist ein selten vorkommendes Mineral aus der Mineralklasse der „Phosphate, Arsenate und Vanadate“ mit der chemischen Zusammensetzung Fe2+[UO2|AsO4]2·10-12H2O und damit chemisch gesehen ein wasserhaltiges Eisen-Uranyl-Arsenat.
Kahlerit kristallisiert im tetragonalen Kristallsystem und entwickelt meist durchsichtige bis durchscheinende, dünntafelige Kristalle bis etwa 2 mm Größe von zitronengelber bis gelbgrüner Farbe und blassgelber Strichfarbe.

## Etymologie und Geschichte
Die Erstbeschreibung von Kahlerit erfolgte 1953 durch Heinz Meixner, der sich intensiv mit dem Lumineszenzverhalten von Uranmineralen beschäftigte. Von 50 untersuchten Autunit-Proben fielen Meixner besonders vier „englische Autunite“ und eine ebenfalls als „Autunit“ gekennzeichnete Mineralprobe aus dem Hüttenberger Erzberg in Kärnten (Österreich) auf, da sie im Gegensatz zu den restlichen Autuniten unter UV-Licht nicht leuchteten.
Die vier englischen Proben konnte Meixner als Bassetit identifizieren und die Probe aus dem Hüttenberger Erzberg als neue, bisher unbekannte Mineralart, die er nach dem österreichischen Geologen Franz Kahler benannte.
Da das Mineral bereits vor der Gründung der International Mineralogical Association (IMA) 1958 bekannt und als eigenständige Mineralart anerkannt war, wurde dies von ihrer Commission on New Minerals, Nomenclature and Classification (CNMNC) übernommen und bezeichnet den Kahlerit als sogenanntes grandfathered Mineral.
Das Typmaterial des Minerals wird im Landesmuseum Kärnten (LMK) in Klagenfurt (Österreich) und in der Mineralogischen Sammlung der University of Cambridge (Sicland College) in Cambridge (England) aufbewahrt.

## Klassifikation
Bereits in der veralteten 8. Auflage der Systematik der Minerale nach Strunz gehörte der Kahlerit zur Klasse der „Phosphate, Arsenate und Vanadate“ und dort zur Abteilung „Wasserhaltige Phosphate, Arsenate und Vanadate mit fremden Anionen“, wo er zusammen mit Autunit, Bassetit, Fritzscheit, Heinrichit, Kirchheimerit, Natrouranospinit, Nováčekit, Sabugalit, Saléeit, Torbernit (ehemals Uranit), Uramphit, Uranocircit, Uranospathit, Uranospinit und Zeunerit die „Uranit-Reihe“ mit der System-Nr. VII/D.20a innerhalb der „Uranit-Gruppe (Uranglimmer)“ (VII/D.20) bildete.
Im zuletzt 2018 überarbeiteten und aktualisierten Lapis-Mineralienverzeichnis nach Stefan Weiß, das sich aus Rücksicht auf private Sammler und institutionelle Sammlungen noch nach dieser alten Form der Systematik von Karl Hugo Strunz richtet, erhielt das Mineral die System- und Mineral-Nr. VII/E.01-50. In der „Lapis-Systematik“ entspricht dies der Klasse der Abteilung „Uranyl-Phosphate/Arsenate und Uranyl-Vanadate mit [UO2]2+–[PO4]/[AsO4]3− und [UO2]2+–[V2O8]6−, mit isotypen Vanadaten (Sincositreihe)“, wo Kahlerit zusammen mit Autunit, Fritzscheit, Heinrichit, Nováčekit, Rauchit, Sabugalit, Saléeit, Torbernit, Trögerit, Uranocircit, Uranospinit und Zeunerit die „Autunitgruppe“ bildet.
Die von der International Mineralogical Association (IMA) zuletzt 2009 aktualisierte 9. Auflage der Strunz’schen Mineralsystematik ordnet den Kahlerit in die Abteilung der „Uranylphosphate und Arsenate“ ein. Diese ist weiter unterteilt nach dem Stoffmengenverhältnis der Uranylgruppe zum Phosphar-, Arsenat- bzw. Vanadatkomplex, so dass das Mineral entsprechend seiner Zusammensetzung in der Unterabteilung „UO2 : RO4 = 1 : 1“ zu finden ist, wo es zusammen mit Autunit, Heinrichit, Metarauchit, den inzwischen aufgeteilten Nováčekit-I und -II, Saléeit, Torbernit, Uranocircit-II, Uranospinit, Xiangjiangit und Zeunerit sowie den bisher nicht anerkannten Mineralen Kirchheimerit (H) und Uranocircit-I (N) ebenfalls die „Autunitgruppe“ mit der System-Nr. 8.EB.05 bildet.
Auch die vorwiegend im englischen Sprachraum gebräuchliche Systematik der Minerale nach Dana ordnet den Kahlerit in die Klasse der „Phosphate, Arsenate und Vanadate“ und dort in die Abteilung der „Wasserhaltige Phosphate etc.“ ein. Hier ist er zusammen mit Metakahlerit in der unbenannten Gruppe 40.02a.15 innerhalb der Unterabteilung „Wasserhaltige Phosphate etc., mit A2+(B2+)2(XO4) × x(H2O), mit (UO2)2+“ zu finden.

## Kristallstruktur
Kahlerit kristallisiert tetragonal in der Raumgruppe P42/n (Raumgruppen-Nr. 86) mit den Gitterparametern a = 14,30 Å und c = 21,97 Å sowie 8 Formeleinheiten pro Elementarzelle.

## Eigenschaften
Das Mineral ist als Uranylverbindung sehr giftig und durch seinen Urangehalt von bis zu 44,41 % sehr stark radioaktiv mit einer spezifischen Aktivität von etwa 79,5 kBq/g (zum Vergleich: natürliches Kalium 0,0312 kBq/g).

## Bildung und Fundorte
Kahlerit bildet sich als seltenes Sekundärmineral in der Oxidationszone von eisenhaltigen Uran-Lagerstätten. Begleitminerale sind unter anderem Arseniosiderit, Cornubit, Lavendulan, Löllingit, Malachit, Metakahlerit, Metazeunerit, Mixit, Pitticit, Skorodit, Symplesit, Tyrolit, Wulfenit und Zeunerit.
Als seltene Mineralbildung konnte Kahlerit nur an wenigen Orten nachgewiesen werden, wobei weltweit bisher rund 20 Fundstätten dokumentiert sind (Stand 2022). Außer an seiner Typlokalität am Hüttenberger Erzberg in Kärnten fand sich das Mineral in Österreich nur noch im Bergbaurevier Mitterberg nahe Mühlbach am Hochkönig im Salzburger Land.
In Deutschland trat Kahlerit bisher in der Grube Sophia bei Wittichen (Landkreis Rottweil) in Baden-Württemberg, bei Ellweiler (Landkreis Birkenfeld) in Rheinland-Pfalz sowie in der Grube Uranus bei Kleinrückerswalde, in der Neu-Unverhofft-Glück-Fundgrube bei Niederschlag (Bärenstein), im Schneeberger Revier und im heutigen Besucherbergwerk St. Christoph in der Gemeinde Breitenbrunn im Erzgebirgskreis und in der Gemeinde Tirpersdorf im Vogtlandkreis in Sachsen auf.
Weitere bekannte Fundorte sind unter anderem Jáchymov und Písek in Tschechien, mehrere Fundstätten im Arrondissement Lodève in Frankreich, die „Krantzberg Mine“ bei Omaruru (Erongo) in Namibia, Miedzianka (Janowice Wielkie) in Polen, die „Eureka Mine“ in der Gemeinde Torre de Cabdella (Provinz Lleida) in Katalonien sowie die Gruben „El Pedregal“, „Intermedia-María Lozano“ und „El Lobo“ in der Extremadura in Spanien und einige Gruben im Gebiet Dumfries and Galloway in Schottland (Vereinigtes Königreich).

## Vorsichtsmaßnahmen
Aufgrund der Toxizität und der starken Radioaktivität des Minerals sollten Mineralproben vom Kahlerit nur in staub- und strahlungsdichten Behältern, vor allem aber niemals in Wohn-, Schlaf- und Arbeitsräumen aufbewahrt werden. Ebenso sollte eine Aufnahme in den Körper (Inkorporation, Ingestion) auf jeden Fall verhindert und zur Sicherheit direkter Körperkontakt vermieden sowie beim Umgang mit dem Mineral Atemschutzmaske und Handschuhe getragen werden.